# Zona de convergencia intertropical

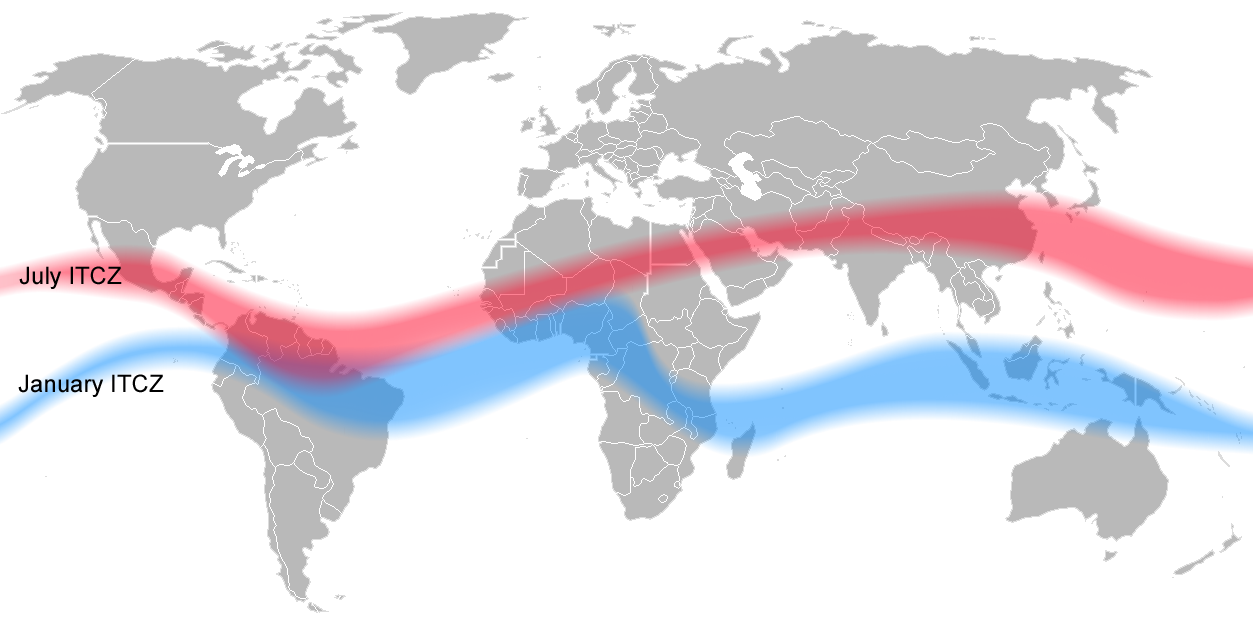
Zona de convergencia intertropical durante el verano boreal (en rojo) y el verano austral (en azul).

La zona de convergencia intertropical (ZCIT o ZCI) es la región del globo terrestre donde convergen los vientos alisios del hemisferio norte con los del hemisferio sur. A esta región también se la conoce como frente intertropical o zona de convergencia ecuatorial. Se caracteriza por ser una franja o cinturón de baja presión constituido por corrientes de aire ascendente, donde convergen grandes masas de aire cálido y húmedo provenientes del norte y del sur de la zona intertropical. A su vez, esta zona de convergencia intertropical, caracterizada por el ascenso de masas de aire que vienen de ambos hemisferios cuando llegan al ecuador terrestre, se van separando cuando llegan a cierta altura dando origen así a una divergencia en altura que hace regresar a la masa de aire que ascendió a su respectivo hemisferio. Así, solamente las masas de aire a baja altura pueden cruzar el ecuador en ciertas ocasiones, mientras que las que alcanzan mayor altura nunca llegan a cruzar el ecuador. En otras palabras, la convergencia da origen a la convección que puede dar origen a grandes formaciones nubosas, tormentas y hasta huracanes; pero al llegar a su máxima altura, comienzan a descender, desviándose hacia su respectivo hemisferio, es decir, desviándose a la derecha en el hemisferio norte y a la izquierda en el hemisferio sur.  

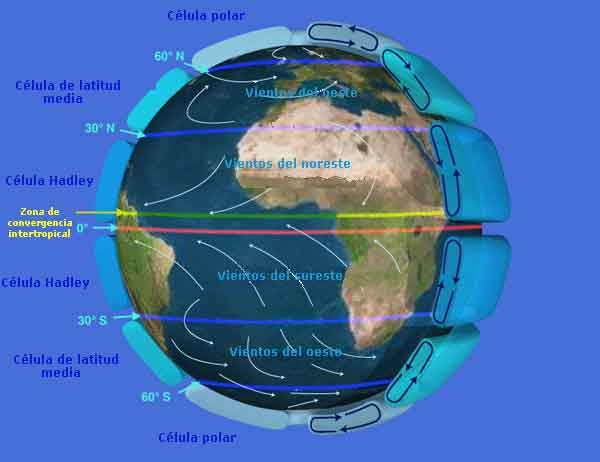
Ubicación esquemática de la zona de convergencia intertropical dentro de la circulación general de la atmósfera terrestre.

## Calentamiento de la atmósfera
La principal fuente de energía de la convergencia intertropical está en el calentamiento solar de la atmósfera. Ya que el aire es diatérmano, este calentamiento es indirecto y se produce cuando entra en contacto con el calor de la superficie de océanos y continentes. Entonces el aire caliente se dilata y disminuye su densidad, por lo que se eleva hasta la parte alta de la troposfera, es decir, hasta la tropopausa; un fenómeno físico denominado convección.
Este aire que se eleva genera un cinturón de baja presión a ambos lados del ecuador en la zona intertropical, el cual se denomina vaguada ecuatorial, generando a su vez la zona de calmas ecuatoriales. Este descenso de la presión atrae las masas de aire, generalmente húmedo, desde las zonas subtropicales donde se ubican los cinturones o anticiclones de alta presión, los cuales están formados a su vez por el descenso de aire frío y seco, generándose así los vientos alisios y en general el sistema de circulación atmosférica de la zona intertropical denominado célula de Hadley.
Sin embargo, el origen de la convergencia intertropical también estaría relacionado con el movimiento de rotación terrestre que da origen a la fuerza centrífuga que es máxima en el ecuador, y que atrae a las aguas superficiales del océano de ambos hemisferios y a las capas inferiores de la atmósfera terrestre, también de ambos hemisferios. 

### El ecuador terrestre y el ecuador térmico

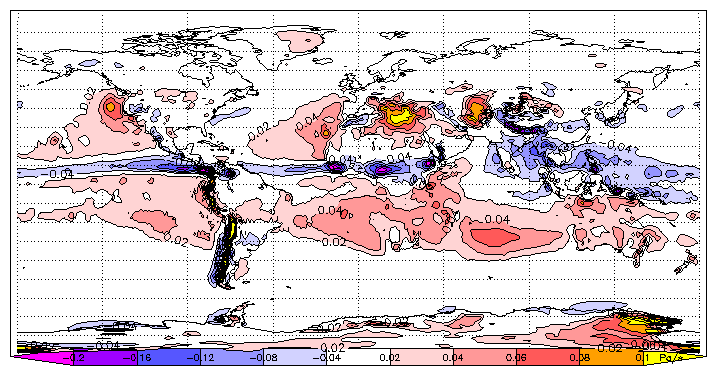
Zona de convergencia intertropical en color azul durante el verano boreal y coincidiendo con el monzón de la India. En este mapa el azul corresponde a las masas de aire ascendente y el rojo a las descendentes, ilustrando así en forma efectiva la célula de Hadley.

El ecuador terrestre es la zona de la atmósfera donde su espesor es mayor, el ecuador térmico es la franja, ubicada principalmente en el hemisferio norte que registra mayores temperaturas promedio en la Tierra.
Ya que el ecuador térmico migra estacionalmente entre el hemisferio norte y sur, igualmente la ZCIT migra siguiendo al calor. Como las tierras se calientan más rápido que los mares, la ZCIT alcanza mayores latitudes en las grandes masas continentales: durante el verano austral se extiende por Sudamérica, África (hasta Madagascar) y Australia; mientras que en el verano boreal se relaciona con el monzón de la India, migrando al norte hasta alcanzar el Sahel (sur del Sahara), la península arábiga, el norte indio cerca del Himalaya, China e incluso Corea y Japón.

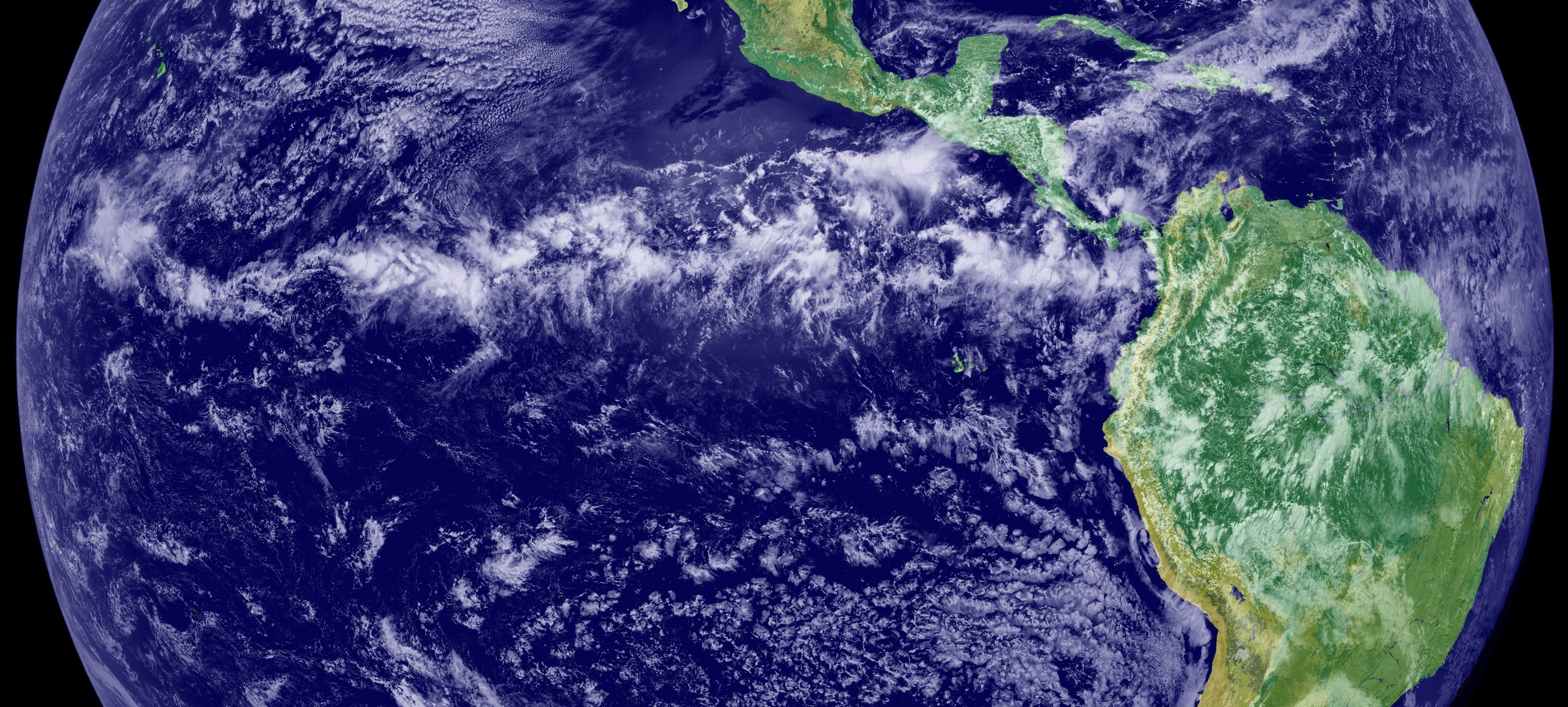
Las nubes en el océano Pacífico indican la zona de convergencia intertropical o, con mayor propiedad, el cinturón de lluvias tropicales. Puede verse que este cinturón de lluvias se encuentra algo separado del ecuador terrestre justo al norte del mismo en el océano Pacífico mientras que al sur del mismo, las nubes brillan por su ausencia. La misma imagen nos explica la respuesta: en la costa del Perú hay un ascenso costero de aguas profundas, que son muy frías, donde no hay nubes por el fenómeno de subsidencia, que acompaña al fenómeno de la diatermancia atmosférica. Es decir, como hay un ascenso de aguas frías, no hay nubes, pero la configuración de la costa y la fuerza centrífuga producida en el ecuador, atrae a esas aguas frías hacia dicho ecuador, donde convergen con las aguas cálidas (que coinciden con el ecuador térmico) de la corriente ecuatorial del Norte y los vientos alisios del noreste. Todo ello explica el contraste entre las aguas del norte del ecuador (cálidas), cubiertas de nubes y con frecuentes lluvias y las del sur, frías, con pocas nubes y lluvias muy escasas.

Además de esto, el calentamiento acelera el proceso de evaporación y formación de nubes, con lo que las masas de aire que convergen están por lo general cargadas de humedad, produciéndose tormentas convectivas, lluvias copiosas y nubes cumulonimbus de gran altura, desde unos 2 km hasta unos 15 a 18 km, cerca del límite con la tropopausa. Así pues, la actividad de la zona de convergencia es el principal generador del cinturón de lluvias tropicales.

## La rotación terrestre y sus efectos sobre la atmósfera
El movimiento de rotación terrestre ejerce una fuerza centrífuga que ha ocasionado, a lo largo de miles de millones de años, el fenómeno conocido como abultamiento ecuatorial y achatamiento polar de nuestro planeta. Este abultamiento ecuatorial da origen a que el nivel del mar en el ecuador terrestre esté unos 19 km más lejos del centro de la Tierra que en los polos. Ello nos hace referencia al abombamiento producido por la rotación terrestre en las aguas oceánicas. Pero el abombamiento del aire atmosférico es mucho mayor que esta cifra por ser un fluido de mucha menor densidad que la de las aguas oceánicas.
La fuerza centrífuga del movimiento de rotación es máxima en el ecuador, que es donde la velocidad lineal de dicho movimiento es mayor (unos 1600 km/h, mientras que en los polos es de 0 km/h). Así, la mayor velocidad lineal de la superficie terrestre favorece el ascenso de la masa de aire ecuatorial, con lo que su densidad y presión disminuyen y su humedad y nubosidad aumentan.

## Convergencia de los vientos alisios

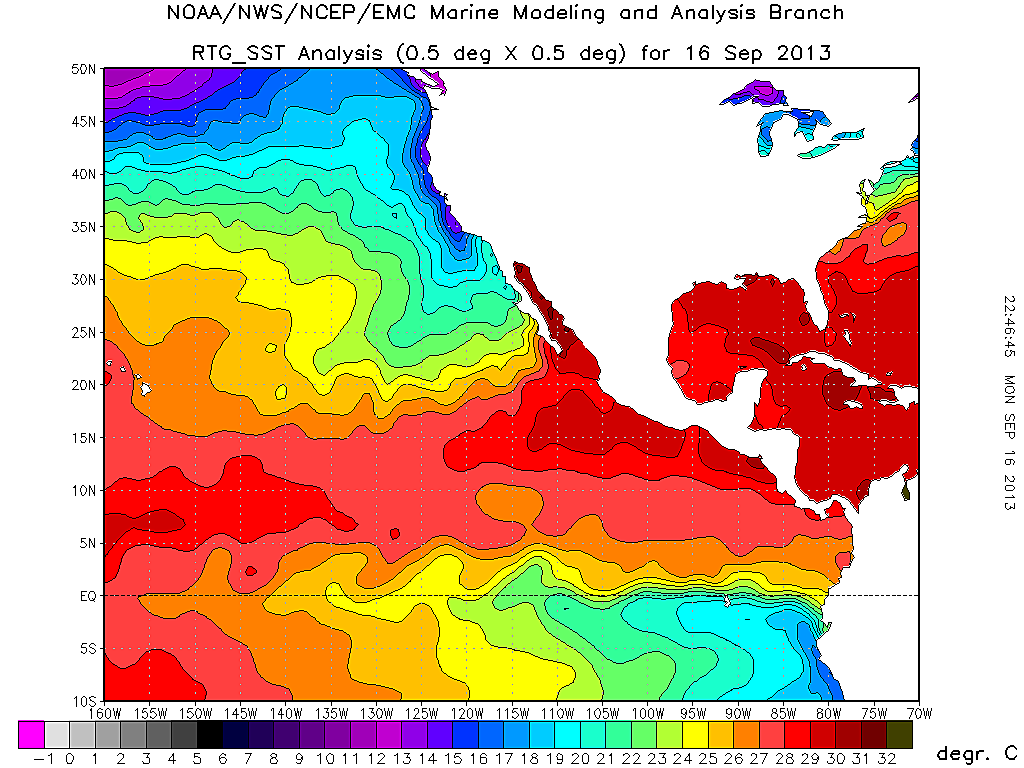
El contacto de las aguas frías de la corriente de Humboldt con las aguas más cálidas de la corriente ecuatorial del Norte se presenta nítidamente señalada a lo largo del ecuador terrestre (0º, línea de trazos señalada con las letras EQ), que es verdaderamente la zona de convergencia intertropical. Sin embargo, la distinta temperatura de las aguas (frías al sur del ecuador y más cálidas al norte) evitan la presencia de una verdadera zona de convergencia de los vientos alisios del noreste (hemisferio norte) con los alisios del sureste (hemisferio sur). Así, las aguas más cálidas de la corriente ecuatorial del Norte no llegan al ecuador terrestre sino que toman una dirección este-oeste unos 10° al norte del ecuador terrestre, en lo que se ha llamado el ecuador térmico, y esta corriente cálida es la que genera la línea de nubes que se ha definido, en forma compleja, como zona de convergencia intertropical

En propiedad, se habla de convergencia intertropical al contacto, en la zona intertropical atravesada por el ecuador, de los vientos alisios del noreste en el hemisferio norte y los vientos alisios del sureste que soplan en el hemisferio sur. Se trata de una nueva denominación del antiguo concepto de zona de calmas ecuatoriales y que, en sentido estricto no resulta fácil de explicar. En los mapas de vientos en Venezuela, los alisios del sureste no aparecen identificados y, por lo tanto este hecho constituye una especie de negación de dicha convergencia, como señala Sergio Foghin-Pillin en su obra Tiempo y clima en Venezuela. Aproximación a una geografía climática del territorio venezolano.  que en su página 31 señala que: 

Respecto a los alisios del sureste, no existen registros de estaciones de superficie que comprueben su penetración en territorio venezolano, tampoco durante los meses de desplazamiento del sol hacia el Trópico de Cáncer y de la vaguada ecuatorial hacia el norte del ecuador ()

La ausencia de una comprobación cartográfica de la convergencia real de los alisios a ambos lados del ecuador terrestre nos señala que los alisios del noreste, bastante antes de llegar al ecuador, se desvían hacia el este franco y después hacia el noroeste y en este trayecto se producen los huracanes en la costa atlántica de América del norte y los tifones en la costa del océano Pacífico del continente asiático. Y en el hemisferio sur, los alisios del sureste tampoco alcanzan el ecuador, desviándose hacia el este franco y después hacia el suroeste, sur y, finalmente, sureste en su trayectoria tanto atlántica como pacífica o índica. En resumen, los alisios del noreste en el hemisferio norte y los alisios del sureste en el hemisferio sur, lo mismo que sucede con los huracanes que se producen en ambos hemisferios, jamás llegan a encontrarse porque los separa, de hecho, la franja conocida desde hace siglos como la zona de las calmas ecuatoriales. Así, ningún huracán puede formarse en un hemisferio y cruzar el ecuador: el caso extremo que se conoce es el tifón Bopha, formado a unos 5° de latitud norte al sureste de Filipinas, pero que en los días subsiguientes tomó una  dirección noroeste para causar uno de los mayores desastres naturales en dichas islas, especialmente en la isla de Mindanao.
Como dato curioso, las grandes y extendidas lluvias de la zona intertropical cercanas al ecuador pueden formar un área nubosa y lluviosa sobre el propio ecuador, cabalgando a ambos lados del mismo. En este caso, la separación de la tormenta no se realiza en la superficie terrestre sino en la parte superior de la zona nubosa, donde el aire más frío y pesado comienza a separarse a ambos lados del ecuador pero debemos tener en cuenta que esa separación no suele distinguirse en una imagen satelital porque está formada a gran altura en un aire muy frío y seco, es decir, sin nubes.